# Brave Live 2002
Brave Live 2002 – płyta koncertowa Marillion (także wideo). Jest to zapis z jednego koncertu na którym zespół zagrał całą płytę Brave z roku 1994. Wersja na DVD obejmuje także bonusy i wywiady z członkami zespołu.

## Lista utworów
1. Bridge
2. Living with the Big Lie
3. Runaway
4. Goodbye to All That
5. Hard as Love
6. The Hollow Man
7. Alone Again in the Lap of Luxury
8. Paper Lies
9. Brave
10. The Great Escape
11. Made Again

### Dodatki DVD
1. Band Member Interviews
2. Hidden Extras